# 王嘉琳
王嘉琳（1989年3月18日—），台灣新聞主播，世新大學新聞學系畢業，現任民視新聞台主播、《決策者》主持人、《我們一家人 WE ARE TEAM TAIWAN!》主持人。

## 學歷
- 世新大學新聞學系畢業

## 經歷
- 財經記者
- 氣象主播

## 現任
- 民視新聞台 《假日晨間、整點新聞、午間新聞》主播
- 民視新聞台 《平日晨間、整點新聞》代班主播
- 民視新聞台 《決策者》主持人、《我們一家人 WE ARE TEAM TAIWAN!》主持人

## 外部連結
- 民視新聞網：王嘉琳 （页面存档备份，存于）
- 王嘉琳粉絲團的Facebook專頁
- 王嘉琳的Instagram帳戶